# Seznam medailistů na mistrovství Evropy v uměleckém plavání
Toto je seznam medailistů ve uměleckém (synchronizovaném) plavání na mistrovství Evropy které pořádá Evropská plavecká liga (LEN).

## Sólo mužů
| Rok     | Rok     | Rok           | Zlato                  | Zlato   | Stříbro                     | Stříbro | Bronz                      | Bronz   |
| ------- | ------- | ------------- | ---------------------- | ------- | --------------------------- | ------- | -------------------------- | ------- |
| ME 2022 | ME 2022 | tech. sestavy | Giorgio Minisini (ITA) | 85,7033 | Fernando Díaz del Río (ESP) | 79,4951 | Ivan Martinović (SRB)      | 58,8834 |
| ME 2022 | ME 2022 | volné sestavy | Giorgio Minisini (ITA) | 88,4667 | Fernando Díaz del Río (ESP) | 83,3333 | Quentin Rakotomalala (FRA) | 78,0000 |

## Sólo žen
| Rok     | Rok     | Rok           | Zlato                         | Zlato   | Stříbro                        | Stříbro | Bronz                          | Bronz   |
| ------- | ------- | ------------- | ----------------------------- | ------- | ------------------------------ | ------- | ------------------------------ | ------- |
| ME 1974 | ME 1974 | ME 1974       | Jane Hollandová (GBR)         | 93,820  | Angelika Honsbeeková (NED)     | 82,040  | Brigitte Serwonská (FRG)       | 79,320  |
| ME 1977 | ME 1977 | ME 1977       | Jacqueline Coxová (GBR)       | 157,630 | Marijke Engelenová (NED)       | 143,320 | Renate Baurová (SUI)           | 140,420 |
| ME 1981 | ME 1981 | ME 1981       | Carolyn Wilsonová (GBR)       | 176,017 | Alexandra Worischová (AUT)     | 167,684 | Marijke Engelenová (NED)       | 166,767 |
| ME 1983 | ME 1983 | ME 1983       | Carolyn Wilsonová (GBR)       | 180,333 | Muriel Hermineová (FRA)        | 172,767 | Gudrun Hänischová (FRG)        | 172,600 |
| ME 1985 | ME 1985 | ME 1985       | Carolyn Wilsonová (GBR)       | 184,634 | Muriel Hermineová (FRA)        | 182,467 | Alexandra Worischová (AUT)     | 180,000 |
| ME 1987 | ME 1987 | ME 1987       | Muriel Hermineová (FRA)       | 188,700 | Alexandra Worischová (AUT)     | 182,467 | Karin Singerová (SUI)          | 179,067 |
| ME 1989 | ME 1989 | ME 1989       | Kristine Palasinidiová (URS)  | 184,560 | Karine Schulerová (FRA)        | 182,870 | Karin Singerová (SUI)          | 181,830 |
| ME 1991 | ME 1991 | ME 1991       | Olga Sedakovová (URS)         | 180,286 | Kristine Palasinidiová (GRE)   | 178,800 | Anne Capronová (FRA)           | 175,820 |
| ME 1993 | ME 1993 | ME 1993       | Olga Sedakovová (RUS)         | 183,781 | Marianne Aeschbacherová (FRA)  | 178,510 | Kerry Shacklocková (GBR)       | 178,147 |
| ME 1995 | ME 1995 | ME 1995       | Olga Sedakovová (RUS)         | 99,160  | Marianne Aeschbacherová (FRA)  | 97,520  | Kristine Palasinidiová (GRE)   | 95,360  |
| ME 1997 | ME 1997 | ME 1997       | Olga Sedakovová (RUS)         | 99,240  | Virginie Dedieuová (FRA)       | 97,440  | Giovanna Burlandová (ITA)      | 95,960  |
| ME 1999 | ME 1999 | ME 1999       | Olga Brusnikinová (RUS)       | 99,000  | Virginie Dedieuová (FRA)       | 97,680  | Giovanna Burlandová (ITA)      | 95,880  |
| ME 2000 | ME 2000 | ME 2000       | Olga Brusnikinová (RUS)       | 99,200  | Virginie Dedieuová (FRA)       | 98,080  | Gemma Mengualová (ESP)         | 96,240  |
| ME 2002 | ME 2002 | ME 2002       | Virginie Dedieuová (FRA)      | 99,100  | Anastasija Davydovová (RUS)    | 97,900  | Gemma Mengualová (ESP)         | 97,100  |
| ME 2004 | ME 2004 | ME 2004       | Virginie Dedieuová (FRA)      | 99,600  | Natalija Iščenková (RUS)       | 97,800  | Gemma Mengualová (ESP)         | 97,300  |
| ME 2006 | ME 2006 | ME 2006       | Natalija Iščenková (RUS)      | 98,400  | Gemma Mengualová (ESP)         | 97,700  | Natalia Anthopulosová (GRE)    | 93,900  |
| ME 2008 | ME 2008 | ME 2008       | Gemma Mengualová (ESP)        | 98,400  | Natalija Iščenková (RUS)       | 98,300  | Beatrice Adelizziová (ITA)     | 94,000  |
| ME 2010 | ME 2010 | ME 2010       | Natalija Iščenková (RUS)      | 98,900  | Andrea Fuentesová (ESP)        | 96,600  | Lolita Ananasovová (UKR)       | 93,000  |
| ME 2012 | ME 2012 | ME 2012       | Natalija Iščenková (RUS)      | 97,810  | Andrea Fuentesová (ESP)        | 95,900  | Lolita Ananasovová (UKR)       | 92,250  |
| ME 2014 | ME 2014 | ME 2014       | Svetlana Romašinová (RUS)     | 95,8333 | Ona Carbonellová (ESP)         | 93,7000 | Anna Vološynová (UKR)          | 92,3333 |
| ME 2016 | ME 2016 | tech. sestavy | Svetlana Romašinová (RUS)     | 93,8865 | Anna Vološynová (UKR)          | 90,7289 | Linda Cerrutiová (ITA)         | 87,1493 |
| ME 2016 | ME 2016 | volné sestavy | Natalija Iščenková (RUS)      | 96,4000 | Anna Vološynová (UKR)          | 93,4000 | Linda Cerrutiová (ITA)         | 89,4333 |
| ME 2018 | ME 2018 | tech. sestavy | Svetlana Kolesničenková (RUS) | 93,4816 | Jelyzaveta Jachnová (UKR)      | 91,3517 | Linda Cerrutiová (ITA)         | 90,2282 |
| ME 2018 | ME 2018 | volné sestavy | Svetlana Kolesničenková (RUS) | 94,9333 | Linda Cerrutiová (ITA)         | 92,5000 | Jelyzaveta Jachnová (UKR)      | 92,1333 |
| ME 2020 | ME 2020 | tech. sestavy | Marta Fedinová (UKR)          | 91,8445 | Evangelia Plataniotisová (GRE) | 89,2897 | Vasilina Chandošková (BLR)     | 87,7173 |
| ME 2020 | ME 2020 | volné sestavy | Varvara Subbotinová (RUS)     | 96,4333 | Marta Fedinová (UKR)           | 93,7000 | Evangelia Plataniotisová (GRE) | 90,8000 |
| ME 2022 | ME 2022 | tech. sestavy | Marta Fedinová (UKR)          | 92,6394 | Linda Cerrutiová (ITA)         | 90,8839 | Vasiliki Alexandriová (AUT)    | 90,0156 |
| ME 2022 | ME 2022 | volné sestavy | Marta Fedinová (UKR)          | 94,6333 | Linda Cerrutiová (ITA)         | 92,1000 | Vasiliki Alexandriová (AUT)    | 91,8333 |

## Duo žen
| Rok     | Rok     | Rok           | Zlato                                                                             | Zlato   | Stříbro                                                                                      | Stříbro | Bronz                                                                         | Bronz   |
| ------- | ------- | ------------- | --------------------------------------------------------------------------------- | ------- | -------------------------------------------------------------------------------------------- | ------- | ----------------------------------------------------------------------------- | ------- |
| ME 1974 | ME 1974 | ME 1974       | Spojené království (GBR) (Jane Hollandová, Jennifer Laneová)                      | 89,050  | Západní Německo (FRG) (Beate Mäckleová, Brigitte Serwonská)                                  | 82,410  | Nizozemsko (NED) (Helma Gluversová, Angelika Honsbeeková)                     | 78,010  |
| ME 1977 | ME 1977 | ME 1977       | Spojené království (GBR) (Jacqueline Coxová, Andrea Hollandová)                   | 153,910 | Nizozemsko (NED) (Helma Gluversová, Marijke Engelenová)                                      | 144,240 | Švýcarsko (SUI) (Renate Baurová, Liselotte Meyerová)                          | 140,590 |
| ME 1981 | ME 1981 | ME 1981       | Spojené království (GBR) (Caroline Holmyardová, Carolyn Wilsonová)                | 171,417 | Nizozemsko (NED) (Catrien Eijkenová, Marijke Engelenová)                                     | 166,142 | Rakousko (AUT) (Eva-Maria Edingerová, Alexandra Worischová)                   | 163,201 |
| ME 1983 | ME 1983 | ME 1983       | Spojené království (GBR) (Amanda Doddová, Carolyn Wilsonová)                      | 174,667 | Západní Německo (FRG) (Gudrun Hänischová, Gerlind Schellerová)                               | 168,834 | Nizozemsko (NED) (Catrien Eijkenová, Marijke Engelenová)                      | 168,600 |
| ME 1985 | ME 1985 | ME 1985       | Rakousko (AUT) (Eva-Maria Edingerová, Alexandra Worischová)                       | 180,642 | Francie (FRA) (Muriel Hermineová, Pascale Bessonová)                                         | 179,133 | Spojené království (GBR) (Amanda Doddová, Carolyn Wilsonová)                  | 177,767 |
| ME 1987 | ME 1987 | ME 1987       | Francie (FRA) (Muriel Hermineová, *Karine Schulerová, *Anne Capronová)            | 184,608 | Švýcarsko (SUI) (Edith Bossová, Karin Singerová)                                             | 178,342 | Sovětský svaz (URS) (Irina Žukovová, Taťjana Titovová)                        | 176,642 |
| ME 1989 | ME 1989 | ME 1989       | Francie (FRA) (Karine Schulerová, *Marianne Aeschbacherová, *Anne Capronová)      | 182,502 | Sovětský svaz (URS) (Marija Čerňajevová, Jelena Foševská)                                    | 179,970 | Švýcarsko (SUI) (Edith Bossová, Karin Singerová)                              | 179,652 |
| ME 1991 | ME 1991 | ME 1991       | Sovětský svaz (URS) (Anna Kozlovová, Olga Sedakovová)                             | 179,572 | Francie (FRA) (Anne Capronová, Céline Lévêqueová)                                            | 174,729 | Nizozemsko (NED) (Marjolijn Bothová, Tamara Zwartová)                         | 173,351 |
| ME 1993 | ME 1993 | ME 1993       | Rusko (RUS) (Anna Kozlovová, Olga Sedakovová)                                     | 183,936 | Francie (FRA) (Céline Lévêqueová, Marianne Aeschbacherová)                                   | 177,268 | Spojené království (GBR) (Kerry Shacklocková, Laila Vakilová)                 | 176,298 |
| ME 1995 | ME 1995 | ME 1995       | Rusko (RUS) (Jelena Azarovová, *Marija Kiseljovová, *Olga Novokščenovová)         | 98,880  | Francie (FRA) (Marianne Aeschbacherová, *Myriam Lignotová, *Charlotte Massardierová)         | 96,920  | Itálie (ITA) (Giovanna Burlandová, Manuela Carniniová)                        | 96,040  |
| ME 1997 | ME 1997 | ME 1997       | Rusko (RUS) (Olga Brusnikinová, Marija Kiseljovová)                               | 99,160  | Francie (FRA) (Myriam Lignotová, *Virginie Dedieuová, *Charlotte Massardierová)              | 97,040  | Itálie (ITA) (Giada Ballanová, Serena Bianchiová)                             | 95,760  |
| ME 1999 | ME 1999 | ME 1999       | Rusko (RUS) (Olga Brusnikinová, Marija Kiseljovová)                               | 99,160  | Francie (FRA) (Myriam Lignotová, *Virginie Dedieuová, *Cathy Geoffroyová)                    | 97,240  | Itálie (ITA) (Maurizia Cecconiová, *Giovanna Burlandová *Alessia Lucchiniová) | 96,000  |
| ME 2000 | ME 2000 | ME 2000       | Rusko (RUS) (Olga Brusnikinová, Marija Kiseljovová)                               | 99,360  | Francie (FRA) (Virginie Dedieuová, Myriam Lignotová)                                         | 97,160  | Španělsko (ESP) (Gemma Mengualová, Paola Tiradosová)                          | 96,080  |
| ME 2002 | ME 2002 | ME 2002       | Rusko (RUS) (Anastasija Davydovová, Anastasija Jermakovová)                       | 99,300  | Španělsko (ESP) (Gemma Mengualová, Paola Tiradosová)                                         | 97,900  | Francie (FRA) (Virginie Dedieuová, Myriam Glezová)                            | 96,600  |
| ME 2004 | ME 2004 | ME 2004       | Rusko (RUS) (Anastasija Davydovová, Anastasija Jermakovová)                       | 99,500  | Španělsko (ESP) (Gemma Mengualová, Paola Tiradosová)                                         | 97,600  | Francie (FRA) (Virginie Dedieuová, Laure Thibaudová)                          | 96,300  |
| ME 2006 | ME 2006 | ME 2006       | Rusko (RUS) (Anastasija Davydovová, Anastasija Jermakovová)                       | 98,800  | Španělsko (ESP) (Gemma Mengualová, *Paola Tiradosová *Andrea Fuentesová)                     | 97,500  | Řecko (GRE) (Eleftheria Ftulisová, Evanthia Makryjannisová)                   | 94,000  |
| ME 2008 | ME 2008 | ME 2008       | Španělsko (ESP) (Andrea Fuentesová, Gemma Mengualová)                             | 97,800  | Itálie (ITA) (Beatrice Adelizziová, Giulia Lapiová)                                          | 94,900  | Ukrajina (UKR) (Darija Jušková, Ksenija Sydorenková)                          | 93,900  |
| ME 2010 | ME 2010 | ME 2010       | Rusko (RUS) (Natalija Iščenková, Svetlana Romašinová)                             | 98,700  | Španělsko (ESP) (Ona Carbonellová, Andrea Fuentesová)                                        | 96,700  | Ukrajina (UKR) (Darija Jušková, Ksenija Sydorenková)                          | 93,400  |
| ME 2012 | ME 2012 | ME 2012       | Rusko (RUS) (Natalija Iščenková, Svetlana Romašinová)                             | 97,860  | Španělsko (ESP) (Ona Carbonellová, Andrea Fuentesová)                                        | 95,980  | Ukrajina (UKR) (Darija Jušková, Ksenija Sydorenková)                          | 92,950  |
| ME 2014 | ME 2014 | ME 2014       | Rusko (RUS) (Darija Korobovová, Svetlana Kolesničenková)                          | 96,1000 | Ukrajina (UKR) (Lolita Ananasovová, Anna Vološynová)                                         | 92,9000 | Španělsko (ESP) (Ona Carbonellová, Paula Klamburgová)                         | 92,1667 |
| ME 2016 | ME 2016 | tech. sestavy | Rusko (RUS) (Natalija Iščenková, Svetlana Romašinová)                             | 95,1900 | Ukrajina (UKR) (Lolita Ananasovová, Anna Vološynová)                                         | 91,7249 | Itálie (ITA) (Linda Cerrutiová, Costanza Ferrová)                             | 88,3564 |
| ME 2016 | ME 2016 | volné sestavy | Rusko (RUS) (Natalija Iščenková, Svetlana Romašinová)                             | 96,9000 | Ukrajina (UKR) (Lolita Ananasovová, Anna Vološynová)                                         | 93,3333 | Itálie (ITA) (Linda Cerrutiová, Costanza Ferrová)                             | 91,2667 |
| ME 2018 | ME 2018 | tech. sestavy | Rusko (RUS) (Svetlana Kolesničenková, Varvara Subbotinová)                        | 95,1035 | Ukrajina (UKR) (Anastasija Savčuková, Jelyzaveta Jachnová)                                   | 92,6188 | Itálie (ITA) (Linda Cerrutiová, Costanza Ferrová)                             | 89,7519 |
| ME 2018 | ME 2018 | volné sestavy | Rusko (RUS) (Svetlana Kolesničenková, Varvara Subbotinová)                        | 96,7000 | Ukrajina (UKR) (Anastasija Savčuková, Jelyzaveta Jachnová)                                   | 93,4000 | Itálie (ITA) (Linda Cerrutiová, Costanza Ferrová)                             | 92,1333 |
| ME 2020 | ME 2020 | tech. sestavy | Rusko (RUS) (Svetlana Kolesničenková, Svetlana Romašinová)                        | 96,2904 | Ukrajina (UKR) (Marta Fedinová, Anastasija Savčuková)                                        | 92,6862 | Rakousko (AUT) (Anna-Maria Alexandriová, Eirini-Marina Alexandriová)          | 89,4592 |
| ME 2020 | ME 2020 | volné sestavy | Rusko (RUS) (Svetlana Kolesničenková, Svetlana Romašinová)                        | 97,9000 | Ukrajina (UKR) (Marta Fedinová, Anastasija Savčuková)                                        | 94,3333 | Rakousko (AUT) (Anna-Maria Alexandriová, Eirini-Marina Alexandriová)          | 90,8667 |
| ME 2022 | ME 2022 | tech. sestavy | Ukrajina (UKR) (Maryna Aleksijivová, Vladyslava Aleksijivová, *Veronika Hryšková) | 92,8538 | Rakousko (AUT) (Anna-Maria Alexandriová, Eirini-Marina Alexandriová, *Vasiliki Alexandriová) | 91,9852 | Itálie (ITA) (Linda Cerrutiová, Costanza Ferrová, *Domiziana Cavannaová)      | 90,3577 |
| ME 2022 | ME 2022 | volné sestavy | Ukrajina (UKR) (Maryna Aleksijivová, Vladyslava Aleksijivová, *Veronika Hryšková) | 94,7333 | Rakousko (AUT) (Anna-Maria Alexandriová, Eirini-Marina Alexandriová, *Vasiliki Alexandriová) | 93,0000 | Itálie (ITA) (Linda Cerrutiová, Costanza Ferrová, *Domiziana Cavannaová)      | 91,7000 |

## Duo mix
| Rok     | Rok     | Rok           | Zlato                                                 | Zlato   | Stříbro                                                 | Stříbro | Bronz                                                | Bronz   |
| ------- | ------- | ------------- | ----------------------------------------------------- | ------- | ------------------------------------------------------- | ------- | ---------------------------------------------------- | ------- |
| ME 2016 | ME 2016 | tech. sestavy | Rusko (RUS) (Alexandr Malcev, Michaela Kalančová)     | 89,0902 | Itálie (ITA) (Giorgio Minisini, Manila Flaminiová)      | 86,1772 | Španělsko (ESP) (Pau Ribes, Berta Ferrerasová)       | 82,0645 |
| ME 2016 | ME 2016 | volné sestavy | Rusko (RUS) (Alexandr Malcev, Michaela Kalančová)     | 90,4667 | Itálie (ITA) (Giorgio Minisini, Mariangela Perrupatová) | 87,4667 | Španělsko (ESP) (Pau Ribes, Berta Ferrerasová)       | 86,5667 |
| ME 2018 | ME 2018 | tech. sestavy | Rusko (RUS) (Alexandr Malcev, Maja Gurbanberdijevová) | 89,5853 | Itálie (ITA) (Giorgio Minisini, Manila Flaminiová)      | 88,6973 | Španělsko (ESP) (Pau Ribes, Berta Ferrerasová)       | 82,3217 |
| ME 2018 | ME 2018 | volné sestavy | Rusko (RUS) (Alexandr Malcev, Maja Gurbanberdijevová) | 92,4000 | Itálie (ITA) (Giorgio Minisini, Manila Flaminiová)      | 90,7333 | Španělsko (ESP) (Pau Ribes, Berta Ferrerasová)       | 85,4333 |
| ME 2020 | ME 2020 | tech. sestavy | Rusko (RUS) (Alexandr Malcev, Olesya Platonovová)     | 91,7963 | Španělsko (ESP) (Pau Ribes, Emma Garcíová)              | 84,8694 | Itálie (ITA) (Nicolò Ogliari, Isotta Sportelliová)   | 77,4281 |
| ME 2020 | ME 2020 | volné sestavy | Rusko (RUS) (Alexandr Malcev, Olesya Platonovová)     | 93,9333 | Španělsko (ESP) (Pau Ribes, Emma Garcíová)              | 86,5333 | Itálie (ITA) (Nicolò Ogliari, Isotta Sportelliová)   | 81,8667 |
| ME 2022 | ME 2022 | tech. sestavy | Itálie (ITA) (Giorgio Minisini, Lucrezia Ruggierová)  | 89,3679 | Španělsko (ESP) (Pau Ribes, Emma Garcíaová)             | 83,7548 | Slovensko (SVK) (Jozef Solymosy, Silvia Solymosyová) | 75,5914 |
| ME 2022 | ME 2022 | volné sestavy | Itálie (ITA) (Giorgio Minisini, Lucrezia Ruggierová)  | 89,7333 | Španělsko (ESP) (Pau Ribes, Emma Garcíaová)             | 84,7667 | Slovensko (SVK) (Jozef Solymosy, Silvia Solymosyová) | 77,0333 |

## Tým
| Rok     | Rok     | Rok           | Zlato | Zlato    | Stříbro | Stříbro  | Bronz | Bronz    |
| ------- | ------- | ------------- | --- | -------- | --- | -------- | --- | -------- |
| ME 1974 | ME 1974 | ME 1974       | Spojené království (GBR) (Jane Hollandová, Jacqueline Coxová, Josie Mitchellová, Doris Davisová, Jennifer Laneová, Linda Horneová, Anne Russellová, Doreen Shaikhová)                                                              | 88,490   | Západní Německo (FRG) (neuvedeny) | 85,293   | Nizozemsko (NED) (Angelika Honsbeeková, Helma Gluversová, Mette de Jongová, Margo Vleesenbeeková, Ingrid Weurmanová, Willie Bolsenbroeková, Marijke Engelenová, Vera Verloopová)                                     | 78,859   |
| ME 1977 | ME 1977 | ME 1977       | Nizozemsko (NED) (Marijke Engelenová, Judith van den Bergová, Helma Gluversová, Catrien Eijkenová, Vera Verloopová, Lidia van Veenová, Mette de Jongová, Karin van Noortová)                                                       | 150,320  | Spojené království (GBR) (Jacqueline Coxová, Angelia Kenyonová, Andrea Hollandová, Anne Russellová, Kay Spencerová, Catherine Youngová, Jacinta Murrayová, Judy Garrettová)                                                       | 149,770  | Švýcarsko (SUI) (Renate Baurová, Liselotte Meyerová, Cornelia Blanková, Ines Gerberová, Maya Mastová, Caroline Sturzeneggerová)                                                                                      | 136,030  |
| ME 1981 | ME 1981 | ME 1981       | Spojené království (GBR) (Tracy Cooková, Amanda Doddová, Caroline Holmyardová, Philippa Suttonová, Louise Corkhillová, Tracy Goldingová, Sheila Kentonová, Carolyn Wilsonová)                                                      | 168,658  | Nizozemsko (NED) (Petri Engelsová, Judith van den Bergová, Liesbeth van Hoornová, Marleen Engelenová, Catrien Eijkenová, Marjan van den Broeková, Ilse Westbroeková, Marijke Engelenová)                                          | 167,850  | Švýcarsko (SUI) (Cornelia Blanková, Edith Bossová, Ines Gerberová, Silvia Grossenbacherová, Maya Mastová, Irène Singerová, Karin Singerová, Caroline Sturzeneggerová)                                                | 164,356  |
| ME 1983 | ME 1983 | ME 1983       | Spojené království (GBR) (Allison Garrettová, Helen Pageová, Nicola Shearnová, Amanda Doddová, Caroline Holmyardová, Carolyn Wilsonová, Philippa Suttonová, Alison Bowlerová)                                                      | 168,658  | Nizozemsko (NED) (Marijke Engelenová, Catrien Eijkenová, Marjolein Philipsenová, Margo Siebelová, Judith van den Bergová, Esther Theisenová, Petri Engelsová, Annette van Tolová)                                                 | 167,850  | Západní Německo (FRG) (Annette Feilová, Kerstin Jorkischová, Gudrun Hänischová, Silke Hohlsteinová, Kirsten Hohlsteinová, Gerlind Schellerová, Annette Schubertová, Christine Langová)                               | 164,356  |
| ME 1985 | ME 1985 | ME 1985       | Francie (FRA) (Pascale Bessonová, Anne Capronová, Catherine Hameonová, Muriel Hermineová, Anne-Caroline Mathieuová, Sylvie Moissonová, Odile Petitová, Karine Schulerová)                                                          | 171,379  | Spojené království (GBR) (Allison Garrettová, Amanda Doddová, Jackie Doddová, Nikki Batchelorová, Carolyn Wilsonová, Tracy Goldingová, Nicola Shearnová, Georgina Coombsová)                                                      | 170,192  | Nizozemsko (NED) (Marjolein Philipsenová, Angelique Friebelová, Miranda Boerboomová, Marion Jansenová, Marjolijn van den Kolcková, Anita van Paassenová, Joanni Janssensová, Mariëlle van der Heijdeová)             | 167,787  |
| ME 1987 | ME 1987 | ME 1987       | Francie (FRA) (Marianne Aeschbacherová, Anne Capronová, Catherine Hameonová, Muriel Hermineová, Anne-Caroline Mathieuová, Odile Petitová, Gaëlle Quelinová, Karine Schulerová)                                                     | 178,487  | Sovětský svaz (URS) (Taťjana Titovová, Irina Žukovová, Marija Čerňajevová, Jekatěrina Lavriková, Jelena Dolženková, Vera Artěmovová, Kristine Palasinidiová, Jelena Foševská)                                                     | 177,343  | Švýcarsko (SUI) (Karin Singerová, Edith Bossová, Claudia Muraltová, Claudia Peczinkaová, Adriana Giovanoliová, Daniela Giovanoliová, Daniela Jordiová, Christine Lippunerová)                                        | 172,975  |
| ME 1989 | ME 1989 | ME 1989       | Francie (FRA) (Marianne Aeschbacherová, Marie-Ange Bruckertová, Anne Capronová, Céline Lévêqueová, Myriam Lignotová, Anne-Caroline Mathieuová, Gaëlle Quelinová, Karine Schulerová)                                                | 180,365  | Sovětský svaz (URS) (Gana Maximovová, Vera Artěmovová, Marija Čerňajevová, Jekatěrina Lavriková, Jelena Dolženková, Olha Pilipčuková, Kristine Palasinidiová, Jelena Foševská)                                                    | 179,945  | Švýcarsko (SUI) (Karin Singerová, Edith Bossová, Claudia Peczinkaová, Claudia Muraltová, Christine Lippunerová, Simone Lippunerová, Caroline Imoberdorfová, Daniela Jordiová)                                        | 174,080  |
| ME 1991 | ME 1991 | ME 1991       | Sovětský svaz (URS) (Olga Sedakovová, Jelena Azarovová, Jelena Dolženková, Viktorija Baškajevová, Anna Kozlovová, Olha Pilipčuková, Gana Maximovová, *Vera Artěmovová, *Darija Nedorezovová)                                       | 178,112  | Francie (FRA) (Anne Capronová, Marie Carantaová, Clarisse Chesneauová, Delphine Le Flochová, Céline Lévêqueová, Myriam Lignotová, Isabelle Manableová, Délphine Maréchalová)                                                      | 173,753  | Itálie (ITA) (Paola Celliová, Giovanna Burlandová, Giada Ballanová, Manuela Carniniová, Simona Della Bellaová, Roberta Farinelliová, Roberta Guidiová, Loredana Gentilezzaová)                                       | 171,889  |
| ME 1993 | ME 1993 | ME 1993       | Rusko (RUS) (Jelena Azarovová, Natalija Gruzděvová, Gana Maximovová, Jelena Nikašinová, Olga Brusnikinová, Anna Kozlovová, Olga Novokščenovová, Olga Sedakovová)                                                                   | 178,504  | Francie (FRA) (Marianne Aeschbacherová, Céline Lévêqueová, Myriam Lignotová, Isabelle Manableová, Délphine Maréchalová, Charlotte Massardierová, Magali Rathierová, Éva Riffetová)                                                | 175,397  | Itálie (ITA) (Giovanna Burlandoová, Paola Celliová, Giada Ballanová, Roberta Farinelliová, Maurizia Cecconiová, Giorgia Canaleová, Manuela Carniniová, Simona Ricottaová)                                            | 173,304  |
| ME 1995 | ME 1995 | ME 1995       | Rusko (RUS) (Olga Sedakovová, Mariya Kiseljovová, Gana Maximovová, Julija Pankratovová, Jelena Azarovová, Olga Novokščenovová, *Olga Brusnikinová, *Jelena Antonovová, *Marina Lobovová, *Olga Medveděvová)                        | 98,880   | Francie (FRA) (Céline Lévêqueová, Julie Fabreová, Myriam Lignotová, Isabelle Manableová, Charlotte Massardierová, Magali Rathierová, *Marianne Aeschbacherová, *Agnès Berthetová, *Éva Riffetová, *Rachel Le Bozecová)            | 97,160   | Itálie (ITA) (Paola Celliová, Manuela Carniniová, Maurizia Cecconiová, Mara Brunettiová, Giovanna Burlandová, Serena Bianchiová, Giada Ballanová, *Roberta Farinelliová, *Brunella Carrafelliová)                    | 95,480   |
| ME 1997 | ME 1997 | ME 1997       | Rusko (RUS) (Jelena Barancevová, Jelena Azarovová, Olga Brusnikinová, Marija Kiseljovová, Olga Medveděvová, Olga Novokščenovová, Anna Jurjajevová, *Natalija Gruzdevová, *Anna Maslovová)                                          | 99,240   | Francie (FRA) (Agnès Berthetová, Myriam Lignotová, Isabelle Manableová, Délphine Maréchalová, Charlotte Massardierová, Éva Riffetová, *Virginie Dedieuová, *Julie Fabreová, *Cathy Geoffroyová, *Rachel le Bozecová)              | 97,400   | Itálie (ITA) (Giada Ballanová, Serena Bianchiová, Chiara Cassinová, Alessia Lucchiniová, Clara Porchettová, Letizia Nuzzová, Brunella Carrafelliová, *Giovanna Burlandová, *Simona Chiariová)                        | 96,240   |
| ME 1999 | ME 1999 | ME 1999       | Rusko (RUS) (Olga Vasjukovová, Julija Vasiljevová, Irina Peršinová, Jelena Azarovová, Olga Novokščenovová, *Olga Brusnikinová, *Marija Kiseljovová, *Jelena Sojová, *Jelena Antonovová, *Anna Šorinová)                            | 99,080   | Francie (FRA) (Cinthia Bouhierová, Magali Rathierová, Cathy Geoffroyová, Rachel le Bozecová, Charlotte Massardierová, *Agnès Berthetová, *Virginie Dedieuová, *Myriam Lignotová, *Myriam Glezová, *Sylvia Parentová)              | 97,480   | Itálie (ITA) (Chiara Cassinová, Giada Ballanová, Serena Bianchiová, Mara Brunettiová, Alessia Lucchiniová, *Giovanna Burlandová, *Alice Dominiciová, *Maurizia Cecconiová, *Clara Porchettová, *Simona Chiariová)    | 96,240   |
| ME 2000 | ME 2000 | ME 2000       | Rusko (RUS) (Jelena Azarovová, Olga Novokščenovová, Olga Vasjukovová, Julija Vasiljevová, Irina Peršinová, Jelena Sojová, *Olga Brusnikinová, *Marija Kiseljovová, *Jelena Antonovová, *Anastasija Davydovová)                     | 99,520   | Itálie (ITA) (Giada Ballanová, Serena Bianchiová, Alessia Lucchiniová, Mara Brunettiová, Chiara Cassinová, Clara Porchettová, *Giovanna Burlandová, *Maurizia Cecconiová, *Simona Chiariová, *Alice Dominiciová)                  | 97,480   | Francie (FRA) (Charlotte Fabreová, Cinthia Bouhierová, Rachel le Bozecová, Myriam Lignotová, Charlotte Massardierová, Magali Rathierová, Myriam Glezová, *Virginie Dedieuová, *Cathy Geoffroyová)                    | 97,000   |
| ME 2002 | ME 2002 | ME 2002       | Rusko (RUS) (Julija Šestakovičová, Marija Gromovová, Irina Tolkačovová, Elvira Chasjanovová, Jelena Ovčinnikovová, Anna Šorinová, *Anastasija Davydovová, *Anastasija Jermakovová, *Jelena Žuravljovová, *Alexandra Šumkovová)     | 99,000   | Španělsko (ESP) (Raquel Corralová, Andrea Fuentesová, Gemma Mengualová, Ana Monterová, Paola Tiradosová, Irina Rodríguezová, Alicia Sanzová, *Tina Fuentesová, *Ione Serranová)                                                   | 98,100   | Itálie (ITA) (Laura Zanazzaová, Eva Balzarottiová, Monica Cirulliová, Joey Paccagnellaová, Elisa Plaisantová, Beatrice Spazianiová, Lorena Zaffalonová, *Cristina Zarfatiová, *Costanza Fiorentiniová)               | 96,400   |
| ME 2004 | ME 2004 | ME 2004       | Rusko (RUS) (Olga Brusnikinová, Anastasija Davydovová, Anastasija Jermakovová, Marija Gromovová, Elvira Chasjanovová, Marija Kiseljovová, Olga Novokščenovová, Anna Šorinová)                                                      | 99,300   | Španělsko (ESP) (Ana Monterová, Raquel Corralová, Andrea Fuentesová, Tina Fuentesová, Alicia Sanzová, Gisela Morónová, Irina Rodríguezová, Ione Serranová)                                                                        | 97,900   | Itálie (ITA) (Monica Cirulliová, Costanza Fiorentiniová, Joey Paccagnellaová, Elisa Plaisantová, Beatrice Spazianiová, Federica Stefanelliová, Lorena Zaffalonová, Laura Zanazzaová)                                 | 96,400   |
| ME 2006 | ME 2006 | ME 2006       | Rusko (RUS) (Mariya Gromovová, Natalija Iščenková, Elvira Chasjanovová, Olga Kuželová, Anna Nasekinová, Jelena Ovčinnikovová, Svetlana Romašinová, Anna Šorinová)                                                                  | 98,800   | Španělsko (ESP) (Alba Cabellová, Raquel Corralová, Andrea Fuentesová, Tina Fuentesová, Laura Lópezová, Gisela Morónová, Irina Rodríguezová, Paola Tiradosová)                                                                     | 97,300   | Itálie (ITA) (Alessia Bigiová, Elisa Bozzová, Manila Flaminiová, Benedetta Reová, Sara Sgarziová, Federica Tommasiová, *Francesca Gangemiová, *Mariangela Perrupatová, *Dalila Schiesarová, *Virna Tacconeová)       | 93,600   |
| ME 2008 | ME 2008 | ME 2008       | Španělsko (ESP) (Ona Carbonellová, Raquel Corralová, Andrea Fuentesová, Thaïs Henríquezová, Irina Rodríguezová, *Paola Tiradosová, *Alba Cabellová, *Gemma Mengualová, *Gisela Morónová, *Cristina Violánová)                      | 97,800   | Itálie (ITA) (Alessia Bigiová, Elisa Bozzová, Costanza Fiorentiniová, Manila Flaminiová, Sara Sgarziová, Federica Tommasiová, *Francesca Gangemiová, *Mariangela Perrupatová, *Benedetta Reová, *Dalila Schiesarová)              | 95,200   | Ukrajina (UKR) (Anna Bahirovová, Nadija Berežná, Anastasija Čepaková, Darija Jušková, Hanna Chmelnycká, Olha Kondrašovová, Julija Marjanková, Ksenija Sydorenková)                                                   | 93,300   |
| ME 2010 | ME 2010 | ME 2010       | Rusko (RUS) (Elvira Chasjanovová, Darija Korobovová, Alexandra Packevičová, Svetlana Romašinová, Alla Šiškinová, Anželika Timaninová, Alexandra Zujevová, *Natalija Iščenková, *Olga Kuželová)                                     | 99,000   | Španělsko (ESP) (Clara Basianaová, Alba Cabellová, Ona Carbonellová, Margalida Crespíová, Andrea Fuentesová, Thaïs Henríquezová, Paula Klamburgová, Cristina Salvadorová)                                                         | 96,900   | Ukrajina (UKR) (Lolita Ananasovová, Inha Hillerová, Olena Hrečychinová, Julija Marjanková, Oleksandra Sabadová, Kateryna Sadurská, Ksenija Sydorenková, Anna Vološynová)                                             | 92,800   |
| ME 2012 | ME 2012 | ME 2012       | Španělsko (ESP) (Clara Basianaová, Alba Cabellová, Ona Carbonellová, Margalida Crespíová, Thaïs Henríquezová, Paula Klamburgová, Irene Montrucchiová, Andrea Fuentesová, Laia Ponsová)                                             | 96,210   | Ukrajina (UKR) (Lolita Ananasovová, Darija Jušková, Hanna Klymenková, Olha Kondrašovová, Oleksandra Sabadová, Kateryna Sadurská, Ksenija Sydorenková, Anna Vološynová)                                                            | 93,660   | Itálie (ITA) (Federica Bellariaová, Elisa Bozzová, Camilla Cattaneová, Manila Flaminiová, Giulia Lapiová, Mariangela Perrupatová, Benedetta Reová, Sara Sgarziová, Francesca Deiddaová, Dalila Schiesarová)          | 90,530   |
| ME 2014 | ME 2014 | ME 2014       | Rusko (RUS) (Vlada Čigirjovová, Svetlana Kolesničenková, Anisija Olchovová, Gelena Topilinová, Alla Šiškinová, Marija Šuročkinová, *Jelena Prokofjevová, *Darina Valitovová, *Michaela Kalančová, *Lilija Nizamovová)              | 189,7601 | Ukrajina (UKR) (Lolita Ananasovová, Olena Hrečychinová, Olha Kondrašovová, Oleksandra Sabadová, Kateryna Sadurská, Anastasija Savčuková, Ksenija Sydorenková, Anna Vološynová)                                                    | 181,1484 | Španělsko (ESP) (Clara Basianaová, Alba Cabellová, Cristina Salvadorová, Margalida Crespíová, Ona Carbonellová, Paula Klamburgová, *Sara Levyová, *Meritxell Masová, *Clara Camachová, *Cecilia Jiménezová)          | 182,4800 |
| ME 2016 | ME 2016 | tech. sestavy | Rusko (RUS) (Svetlana Kolesničenková, Alexandra Packevičová, Alla Šiškinová, Marija Šuročkinová, Vlada Čigirjovová, Gelena Topilinová, Jelena Prokofjevová, Marina Goljadkinová)                                                   | 94,0994  | Ukrajina (UKR) (Lolita Ananasovová, Anna Vološynová, Darija Jušková, Olena Hrečychinová, Anastasija Savčuková, Ksenija Sydorenková, Oleksandra Sabadová, Kateryna Sadurská)                                                       | 92,0844  | Itálie (ITA) (Elisa Bozzová, Beatrice Callegariová, Camilla Cattaneová, Francesca Deiddová, Mariangela Perrupatová, Sara Sgarziová, Costanza Ferrová, Manila Flaminiová)                                             | 88,9053  |
| ME 2016 | ME 2016 | volné sestavy | Ukrajina (UKR) (Lolita Ananasovová, Anna Vološynová, Darija Jušková, Olena Hrečychinová, Anastasija Savčuková, Ksenija Sydorenková, Oleksandra Sabadová, Kateryna Sadurská)                                                        | 94,0000  | Itálie (ITA) (Elisa Bozzová, Beatrice Callegariová, Camilla Cattaneová, Linda Cerrutiová, Francesca Deiddová, Manila Flaminiová, Mariangela Perrupatová, Sara Sgarziová)                                                          | 91,2333  | Španělsko (ESP) (Cristina Salvadorová, Helena Jaumová, Meritxell Masová, Clara Camachová, Carmen Juárezová, Alba Cabellová, Cecilia Jiménezová, Paula Ramírezová)                                                    | 89,6667  |
| ME 2018 | ME 2018 | tech. sestavy | Rusko (RUS) (Anastasija Archipovská, Anastasija Bajandinová, Darija Bajandinová, Marina Goljadkinová, Michaela Kalančová, Veronika Kalininová, Polina Komarová, Marija Šuročkinová)                                                | 94,6000  | Ukrajina (UKR) (Maryna Aleksijivová, Vladyslava Aleksijivová, Oleksandra Kašubová, Oleksandra Kovalenková, Jana Narježnová, Anastasija Savčuková, Alina Šynkarenková, Jelyzaveta Jachnová)                                        | 90,7439  | Itálie (ITA) (Beatrice Callegariová, Domiziana Cavannová, Linda Cerrutiová, Francesca Deiddová, Gemma Galliová, Enrica Piccoliová, Costanza Di Camillová, Costanza Ferrová)                                          | 90,3553  |
| ME 2018 | ME 2018 | volné sestavy | Rusko (RUS) (Anastasija Archipovská, Anastasija Bajandinová, Darija Bajandinová, Marina Goljadkinová, Veronika Kalininová, Polina Komarová, Marija Šuročkinová, Darina Valitovová, *Michaela Kalančová)                            | 97,0333  | Ukrajina (UKR) (Valerija Aprjeljevová, Veronika Hryšková, Oleksandra Kašubová, Jana Narježnová, Kateryna Rezniková, Anastasija Savčuková, Alina Šynkarenková, Jelyzaveta Jachnová, *Maryna Aleksijivová, *Oleksandra Kovalenková) | 94,6000  | Itálie (ITA) (Beatrice Callegariová, Linda Cerrutiová, Francesca Deiddová, Costanza Di Camillová, Alessia Pezoneová, Enrica Piccoliová, Costanza Ferrová, Gemma Galliová, *Domiziana Cavannová, *Federica Salová)    | 92,2333  |
| ME 2020 | ME 2020 | tech. sestavy | Rusko (RUS) (Vlada Čigirjovová, Marina Goljadkinová, Veronika Kalininová, Svetlana Kolesničenková, Polina Komarová, Svetlana Romašinová, Alla Šiškinová, Marija Šuročkinová)                                                       | 95,6705  | Ukrajina (UKR) (Maryna Aleksijivová, Vladyslava Aleksijivová, Marta Fedinová, Kateryna Rezniková, Anastasija Savčuková, Alina Šynkarenková, Ksenija Sydorenková, Jelyzaveta Jachnová)                                             | 92,3920  | Španělsko (ESP) (Ona Carbonellová, Berta Ferrerasová, Meritxell Masová, Alisa Ozhoginová, Iris Tióová, Blanca Toledanová, Paula Ramírezová, Sara Saldañová)                                                          | 89,7700  |
| ME 2020 | ME 2020 | volné sestavy | Ukrajina (UKR) (Maryna Aleksijivová, Vladyslava Aleksijivová, Marta Fedinová, Kateryna Rezniková, Anastasija Savčuková, Alina Šynkarenková, Ksenija Sydorenková, Jelyzaveta Jachnová)                                              | 95,0667  | Španělsko (ESP) (Abril Conesová, Berta Ferrerasová, Meritxell Masová, Alisa Ozhoginová, Paula Ramírezová, Sara Saldañová, Iris Tióová, Blanca Toledanová)                                                                         | 91,2333  | Izrael (ISR) (Eden Blecherová, Shelí Bobrická, Maja Dorfová, Noja Gazalaová, Ariela Nasejeová, Polina Prikazčikovová, Jekatěrina Kuninová, Nikol Nahšhonovová)                                                       | 86,8000  |
| ME 2022 | ME 2022 | tech. sestavy | Ukrajina (UKR) (Maryna Aleksijivová, Vladyslava Aleksijivová, Olesija Derevjančenková, Marta Fedinová, Veronika Hryšková, Anželina Ovčynnikovová, Anastasija Šmoninová, Valerija Tyščenková, *Sofija Macijevská, *Darija Mošynská) | 92,5106  | Itálie (ITA) (Domiziana Cavannaová, Linda Cerrutiová, Costanza Di Camillová, Costanza Ferrová, Gemma Galliová, Marta Iacoacciová, Marta Murruová, Enrica Piccoliová, *Francesca Zuninová, *Federica Salaová)                      | 90,3772  | Francie (FRA) (Ambre Esnaultová, Laura Gonzalezová, Mayssa Guermoudová, Oriane Jaillardonová, Ève Planeixová, Charlotte Trembleová, Maureen Jenkinsová, Romane Lunelová, *Camille Bravardová, *Mathilde Vigneresová) | 88,0093  |
| ME 2022 | ME 2022 | volné sestavy | Ukrajina (UKR) (Maryna Aleksijivová, Vladyslava Aleksijivová, Olesija Derevjančenková, Marta Fedinová, Veronika Hryšková, Anželina Ovčynnikovová, Anastasija Šmoninová, Valerija Tyščenková, *Sofija Macijevská, *Darija Mošynská) | 94,1000  | Itálie (ITA) (Domiziana Cavannaová, Linda Cerrutiová, Costanza Di Camillová, Costanza Ferrová, Gemma Galliová, Marta Iacoacciová, Enrica Piccoliová, Francesca Zuninová, *Marta Murruová, *Federica Salaová)                      | 92,6667  | Francie (FRA) (Camille Bravardová, Ambre Esnaultová, Laura Gonzalezová, Mayssa Guermoudová, Ève Planeixová, Charlotte Trembleová, Mathilde Vigneresová, Maureen Jenkinsová, *Manon Disbeauxová)                      | 90,5667  |

## KOMBO
| Rok     | Zlato | Zlato   | Stříbro | Stříbro | Bronz | Bronz   |
| ------- | --- | ------- | --- | ------- | --- | ------- |
| ME 2004 | Španělsko (ESP) (Raquel Corralová, Andrea Fuentesová, Tina Fuentesová, Gemma Mengualová, Ana Monterová, Gisela Morónová, Irina Rodríguezová, Alicia Sanzová, Ione Serranová, Paola Tiradosová)                                                                        | 97,900  | Itálie (ITA) (Monica Cirulliová, Costanza Fiorentiniová, Francesca Gangemiová, Joey Paccagnellaová, Elisa Plaisantová, Sara Savoiaová, Beatrice Spazianiová, Federica Stefanelliová, Lorena Zaffalonová, Laura Zanazzaová)                          | 95,500  | Řecko (GRE) (Maria Christoduluová, Eleftheria Ftulisová, Eleni Georgiuová, Efrosyni Gudaová, Apostolia Joannisová, Eirini Jordanopulosová, Jevgenija Kucudisová, Evanthia Makryjanniová, Olga Pelekanosová, Kristine Palasinidiová)                                                  | 94,200  |
| ME 2006 | Rusko (RUS) (Anastasija Davydovová, Anastasiya Jermakovová, Marija Gromovová, Natalija Iščenková, Elvira Chasjanovová, Olga Kuželová, Anna Nasekinová, Jelena Ovčinnikovová, Svetlana Romašinová, Anna Šorinová)                                                      | 97,900  | Španělsko (ESP) (Alba Cabellová, Raquel Corralová, Andrea Fuentesová, Tina Fuentesová, Thaïs Henríquezová, Laura Lópezová, Gemma Mengualová, Gisela Morónová, Irina Rodríguezová, Paola Tiradosová)                                                 | 95,900  | Itálie (ITA) (Alessia Bigiová, Elisa Bozzová, Manila Flaminiová, Francesca Gangemiová, Mariangela Perrupatová, Benedetta Reová, Dalila Schiesarová, Sara Sgarziová, Virna Tacconeová, Federica Tommasiová)                                                                           | 93,500  |
| ME 2008 | Španělsko (ESP) (Alba Cabellová, Raquel Corralová, Andrea Fuentesová, Thaïs Henríquezová, Laura Lópezová, Gemma Mengualová, Gisela Morónová, Irina Rodríguezová, Cristina Violánová, *Paola Tiradosová, *Ona Carbonellová)                                            | 97,900  | Itálie (ITA) (Alessia Bigiová, Elisa Bozzová, Costanza Fiorentiniová, Manila Flaminiová, Francesca Gangemiová, Giulia Lapiová, Mariangela Perrupatová, Sara Sgarziová, Federica Tommasiová, *Dalila Schiesarová, *Benedetta Reová)                  | 95,100  | Ukrajina (UKR) (Anna Bahirovová, Nadija Berežná, Anastasija Čepaková, Inha Hillerová, Darija Jušková, Hanna Chmelnycká, Olha Kondrašovová, Julija Marjanková, Olha Ševčuková, Ksenija Sydorenková)                                                                                   | 94,100  |
| ME 2010 | Rusko (RUS) (Anastasija Jermakovová, Natalija Iščenková, Elvira Chasjanovová, Darija Korobovová, Olga Kuželová, Alexandra Packevičová, Svetlana Romašinová, Alla Šiškinová, Anželika Timaninová, Alexandra Zujevová)                                                  | 98,300  | Španělsko (ESP) (Clara Basianová, Alba Cabellová, Ona Carbonellová, Margalida Crespíová, Andrea Fuentesová, Thaïs Henríquezová, Paula Klamburgová, Irene Montrucchiová, Irina Rodríguezová, Cristina Salvadorová)                                   | 97,000  | Ukrajina (UKR) (Lolita Ananasovová, Inha Hillerová, Olena Hrečychinová, Darija Jušková, Olha Kondrašovová, Julija Marjanková, Oleksandra Sabadová, Kateryna Sadurská, Ksenija Sydorenková, Anna Vološynová)                                                                          | 94,100  |
| ME 2012 | Španělsko (ESP) (Clara Basianaová, Alba Cabellová, Clara Camachová, Ona Carbonellová, Margalida Crespíová, Andrea Fuentesová, Thaïs Henríquezová, Paula Klamburgová, Irene Montrucchiová, Laia Ponsová)                                                               | 95,600  | Ukrajina (UKR) (Lolita Ananasovová, Olena Hrečychinová, Darija Jušková, Hanna Chmelnycká, Hanna Klymenková, Olha Kondrašovová, Oleksandra Sabadová, Kateryna Sadurská, Ksenija Sydorenková, Anna Vološynová)                                        | 93,420  | Itálie (ITA) (Federica Bellariaová, Elisa Bozzová, Beatrice Callegariová, Camilla Cattaneová, Linda Cerrutiová, Francesca Deiddaová, Manila Flaminiová, Benedetta Reová, Dalila Schiesarová, Sara Sgarziová)                                                                         | 90,440  |
| ME 2014 | Ukrajina (UKR) (Lolita Ananasovová, Olena Hrečychinová, Oleksandra Kašubová, Kateryna Rezniková, Oleksandra Sabadová, Kateryna Sadurská, Anastasija Savčuková, Ksenija Sydorenková, Anna Vološynová, Olha Zolotarovová, *Dana-Marija Klymenková, *Olha Kondrashovová) | 94,4333 | Španělsko (ESP) (Clara Basianaová, Clara Camachová, Ona Carbonellová, Margalida Crespíová, Sara Gijonová, Thaïs Henríquezová, Cecilia Jiménezová, Sara Levyová, Meritxell Masová, Cristina Salvadorová, *Alba Cabellová, *Paula Klamburgová)        | 93,0333 | Itálie (ITA) (Elisa Bozzová, Beatrice Callegariová, Camilla Cattaneová, Linda Cerrutiová, Francesca Deiddaová, Costanza Ferrová, Manila Flaminiová, Mariangela Perrupatová, Dalila Schiesarová, Sara Sgarziová, *Alessia Pezoneová, *Federica Salaová)                               | 90,3333 |
| ME 2016 | Rusko (RUS) (Svetlana Kolesničenková, Darina Valitovová, Alexandra Packevičová, Alla Šiškinová, Marija Šuročkinová, Vlada Čigirjovová, Gelena Topilinová, Jelena Prokofjevová, Lilija Nizamovová, Marina Goljadkinová)                                                | 96,5000 | Ukrajina (UKR) (Lolita Ananasovová, Anna Vološynová, Darija Jušková, Olena Hrečychinová, Olha Zolotarovová, Kateryna Rezniková, Anastasija Savčuková, Ksenija Sydorenková, Oleksandra Sabadová, Kateryna Sadurská)                                  | 93,4333 | Itálie (ITA) (Elisa Bozzová, Beatrice Callegariová, Camilla Cattaneová, Linda Cerrutiová, Francesca Deiddová, Costanza Ferrová, Manila Flaminiová, Mariangela Perrupatová, Sara Sgarziová, Gemma Galliová)                                                                           | 90,9333 |
| ME 2018 | Ukrajina (UKR) (Maryna Aleksijivová, Vladyslava Aleksijivová, Valerija Aprjeljevová, Marta Fedinová, Oleksandra Kašubová, Jana Narježnová, Kateryna Rezniková, Anastasija Savčuková, Alina Šynkarenková, Jelyzaveta Jachnová)                                         | 94,4667 | Itálie (ITA) (Beatrice Callegariová, Domiziana Cavannová, Linda Cerrutiová, Francesca Deiddová, Costanza Di Camillová, Costanza Ferrová, Gemma Galliová, Alessia Pezoneová, Enrica Piccoliová, Federica Salová)                                     | 92,6000 | Španělsko (ESP) (Leyre Abadíová, Abril Conesová, Berta Ferrerasová, Emma Garcíová, Carmen Juárezová, Meritxell Masová, Elena Meliánová, Paula Ramírezová, Sara Saldañová, Blanca Toledanová)                                                                                         | 91,4667 |
| ME 2020 | Ukrajina (UKR) (Maryna Aleksijivová, Vladyslava Aleksijivová, Olesija Derevjančenková, Marta Fedinová, Veronika Hryšková, Kateryna Rezniková, Anastasija Savčuková, Alina Šynkarenková, Ksenija Sydorenková, Jelyzaveta Jachnová)                                     | 94,7000 | Řecko (GRE) (Maria Alziguziová, Danai Delijannisová, Eleni Fragakisová, Krystalenia Jalamová, Pinelopi Karamesisová, Zoi Karangelisová, Danai Kariorisová, Andriana Misikevyčová, Jorga Vasilopulosová, Violeta Zuzunisová)                         | 89,1000 | Bělorusko (BLR) (Vera Bucelová, Margarita Kiriljuková, Hanna Kovcunová, Jana Kudinová, Ksenija Kulešovová, Anastasija Novoselovová, Valerija Puzová, Anastasija Suvalovová, Ksenija Tracevská, Alexandra Vysocká)                                                                    | 86,0667 |
| ME 2022 | Ukrajina (UKR) (Maryna Aleksijivová, Vladyslava Aleksijivová, Olesija Derevjančenková, Marta Fedinová, Veronika Hryšková, Sofija Macijevská, Darija Mošynská, Anželina Ovčynnikovová, Anastasija Šmoninová, Valerija Tyščenková, *Amelija Volynská)                   | 95,2000 | Itálie (ITA) (Domiziana Cavannaová, Linda Cerrutiová, Costanza Di Camillová, Costanza Ferrová, Gemma Galliová, Marta Iacoacciová, Marta Murruová, Enrica Piccoliová, Federica Salaová, Francesca Zuninová, *Veronica Gallová, *Isotta Sportelliová) | 92,6667 | Řecko (GRE) (Zoi Agrafiotiová, Maria Alziguziová, Eleni Fragakisová, Krystalenia Jalamasová, Zoi Karangelisová, Maria Karapanajotisová, Danai Kariorisová, Ifigeneja Krommydakisová, Sofia Malkojorgosová, Andriana Misikevyčová, *Lydia Papanastasisová, *Evangelia Plataniotisová) | 89,4000 |

## ACRO
| Rok     | Zlato | Zlato   | Stříbro | Stříbro | Bronz | Bronz   |
| ------- | --- | ------- | --- | ------- | --- | ------- |
| ME 2020 | Ukrajina (UKR) (Maryna Aleksijivová, Vladyslava Aleksijivová, Anna Nosovová, Marta Fedinová, Veronika Hryšková, Kateryna Rezniková, Anastasija Savčuková, Alina Šynkarenková, Ksenija Sydorenková, Jelyzaveta Jachnová)                             | 95,3000 | Bělorusko (BLR) (Vera Bucelová, Margarita Kiriljuková, Hanna Kovcunová, Jana Kudinová, Ksenija Kulešovová, Anastasija Novoselovová, Valerija Puzová, Anastasija Suvalovová, Ksenija Tracevská, Alexandra Vysocká)                                   | 86,5667 | Maďarsko (HUN) (Niké Bartaová, Katalin Csillingová, Linda Farkasová, Boglárka Gácsová, Lilien Götzová, Hanna Hatalaová, Szabina Hunglerová, Adelin Regényiová, Luca Rényiová, Viktória Szabóová)                                       | 79,1000 |
| ME 2022 | Ukrajina (UKR) (Maryna Aleksijivová, Vladyslava Aleksijivová, Olesija Derevjančenková, Marta Fedinová, Veronika Hryšková, Sofija Macijevská, Darija Mošynská, Anželina Ovčynnikovová, Anastasija Šmoninová, Valerija Tyščenková, *Amelija Volynská) | 94,0667 | Itálie (ITA) (Domiziana Cavannaová, Linda Cerrutiová, Costanza Di Camillová, Costanza Ferrová, Gemma Galliová, Marta Iacoacciová, Marta Murruová, Enrica Piccoliová, Federica Salaová, Francesca Zuninová, *Veronica Gallová, *Isotta Sportelliová) | 91,7000 | Francie (FRA) (Camille Bravardová, Manon Disbeauxová, Ambre Esnaultová, Laura Gonzalezová, Mayssa Guermoudová, Maureen Jenkinsová, Romane Lunelová, Ève Planeixová, Charlotte Trembleová, Mathilde Vigneresová, *Oriane Jaillardonová) | 89,2000 |